# Timothy Mack
Timothy Mack (* 15. září 1972, Cleveland, Ohio) je bývalý americký atlet, olympijský vítěz ve skoku o tyči.
V roce 2001 získal zlatou medaili na hrách dobré vůle v australském Brisbane. V témž roce skončil devátý na mistrovství světa v Edmontonu. Na následujícím světovém šampionátu v Paříži 2003 se umístil na děleném šestém místě. Největší úspěch své kariéry zaznamenal na letních olympijských hrách v Athénách v roce 2004. Ve finále překonal 595 cm, čímž vytvořil nový olympijský rekord (na LOH v Pekingu rekord překonal Steven Hooker) a získal zlatou medaili. Triumf z olympiády potvrdil na světovém atletickém finále v Monaku, kde si vylepšil osobní rekord na 601 cm a následně pokoušel překonat světový rekord Sergeje Bubky. Jeho dva pokusy na výšce 616 cm však byly neúspěšné.

## Osobní rekordy
- hala - (585 cm - 24. února 2002, Doněck)
- venku - (601 cm - 18. září 2004, Monako)